# Federico S. Inclán
Federico Schroeder Inclán (Alemania 1910 - 25 de marzo de 1981) fue dramaturgo y argumentista de cine, es considerado una de las principales figuras del Teatro en México, junto con personalidades, entre otros, como Salvador Novo, Rodolfo Usigli y Villaurrutia, fomenta la creación del teatro Universitario y la carrera de Literatura Dramática y teatro de la facultad de Filosofía y Letras de la Universidad Autónoma de México, lo cual impulsa a la formación de grandes actores, directores y dramaturgos, logrando darle personalidad al teatro Mexicano.
Rafael Solana se refiere a él con respecto a su obra (Frida Kahlo, Viva la vida): “Me han impresionado las obras de Federico S. Inclán, su fuerza escénica, el profundo conocimiento del alma de México, su manejo de emociones, pero sobre todo el talento con que logra incorporar en la escena la complejidad de la cultura popular de nuestro país.”

## Biografía
Nacido en Alemania en 1910, cursó la carrera de Ingeniería Mecánica Electricista en la Universidad de California donde descubrió su admiración por el teatro, al término de sus estudios regresó a la Ciudad de México, desempeñando distintos empleos como, minero, tranviario, comerciante y agricultor, antes de incursionar por el teatro, y no fue sino hasta 1951 que presentó su primera obra,Luces de carburo, dirigida por F. Torre Lapham: en 1952 el INBA premia su obra El duelo. De sus obras más conocidas destacan Espaldas mojadas cruzan el río Bravo (1952); Hidalgo (1953); Cada noche muere Julieta (1960); Cuartelazo (1960) y Las voces (1973).
Alfonso Corona Blake dirigió en 1959 la película Esposa o amante / Creo en ti, basada en la obra Una esfinge llamada Cordelia, y en 1972 Manuel Zeceña Dieguez llevó al cine su obra Detrás de la puerta. Su obra Frida Kahlo (1967) sirvió como modelo[cita requerida] para el argumento de la película Frida (2002) actuada por Salma Hayek y Alfred Molina y dirigida por Julie Taymor. Esta obra es considerada la primera gran obra[cita requerida] del mito y la vida de Frida Kahlo. En ella Inclán muestra con gran dominio del drama y el lenguaje los distintos pasajes de su vida, y el conflicto existencial de la pintora así como su romance con el también pintor Diego Rivera, sin manipular al público con diálogos melodramáticos y argumentativos, mostrando una Frida más humana y realista.
El Teatro de las Américas en 1960 con el monólogo de su autoría llamado Déborah actuado por la actriz Carmen Montejo, realiza triunfantes giras por veinte países, también incursionó en la televisión siendo autor de la serie histórica Hombres de México. 
Federico S. Inclán sustituye con una S. su apellido alemán, buscando no aprovecharse del malinchismo que imperaba en el país y para ser reconocido como un autor mexicano, de ahí que el extenso de su obra hablé de los protagonistas de la historia de México, mostrando los conflictos sociales y políticos que invadían la atmósfera social del México posrevolucionario, algunas veces en tono dramático otras en tono de comedia. Sus últimas obras comienzan a sentenciar las ideas impositivas e intenta hacernos conciencia de los valores que se iban perdiendo poco a poco, ocasionados por la rapidez con que la juventud deseaba vivir y considerar a estos conceptos anticuados y conservadores, su última obra La Vida oculta de Jesús/ Joshua quedó inconclusa, reunía estos temas mostrados a través de los conflictos existenciales de uno de los hombres más conocidos del planta, su argumento se basaba en la vida de Cristo antes de cumplir la edad de 30 años.